# 춘천청소년비행예방센터
춘천청소년비행예방센터 또는 춘천청소년꿈키움센터는 지역사회 청소년의 비행을 예방하고 이들의 건전한 성장을 도모하기 위하여 설립된 대한민국 법무부 소년보호기관이다. 위치는 춘천시 영서로 2279번길 3(2~4층)이다.

## 연혁
- 2013년 11월 26일 춘천청소년비행예방센터 개청☃☃2층 2013년 11월 26일 춘천청소년비행예방센터 개청[1]